# Wilhelm Schwer
Wilhelm Schwer (* 29. April 1876 in Monschau; † 25. November 1949 in Bonn) war ein deutscher Theologe an der Universität Bonn.
Schwer studierte Theologie in Bonn 1895–1998, wurde 1900 zum Priester geweiht und promovierte zum Dr. theol. in Münster 2004. Dann war er 1904–1920 Generalsekretär des Katholischen Gesellenvereins (Kolping), 1921–1946 erster Inhaber des Lehrstuhls für Christliche Gesellschaftslehre an der Universität Bonn. Er vertrat zuvor den Pastoraltheologen Albert Lauscher 1919–1924 und gehörte zum Königswinterer Kreis.

## Schriften
- Arnold I., Erzbischof von Köln : 1138–1151, Diss. Münster 1904, ND ISBN 978-1437480092
- Zur sozialen Lage der Handwerksgesellen im Mittelalter, 1910
- Der soziale Gedanke der katholischen Seelsorge, Köln 1921
- Katholische Gesellschaftslehre, Paderborn 1928
- Stand und Ständeordnung im Weltbild des Mittelalters, Paderborn 1934 (Neuauflage 1951 u. unveränderter Nachdruck 1970)